# Mycetaspis brasiliensis
Mycetaspis brasiliensis är en insektsart som beskrevs av Hempel 1932. Mycetaspis brasiliensis ingår i släktet Mycetaspis och familjen pansarsköldlöss. Inga underarter finns listade i Catalogue of Life.